# Пикел
Пикел или още ледокоп е спортно съоръжение, използвано в алпинизма за катерене, придвижване и осигуровка по ледени и снежни наклони. Дължината му е от 60 cm до 90 cm. Използва се не само като помощно средство при катерене, но и за задържане при евентуално падане. Раниците, изработени и предназначени специално за алпинисти, имат поне едно приспособление (примка) за закачане на пикел към тях. Материалите от които се изработва са стомана или алуминий.

## Основна употреба
- Осигурява стабилност при ходене като се използва за подпиране на него
- Може да служи за захващане при евентуално падане и самозадържане при подхлъзване
- Служи за издълбаване на стъпки в твърд сняг (фирн) и лед
- С негова помощ могат да се изкопават дупки в снега за защита от студ и снежни бури
- представлява помощно средство при катерене, особено на ледени повърхности, може да се забива в леда или да се слага и завърта в процепи в леда.

## Устройство
Пикелите идват в различна форма и дължина в зависимост от предназначението си. Някои имат извита дръжка, а други много дълъг клюн. Въпреки това могат да се различат няколко основни части:
- клюн (1) – с форма на кука или дъга от едната страна на главата, завършващ със зъби, служи за задържане при падане
- глава (2) – обикновено изработена от стомана, състои се от клюн и лопатка. По средата има дупка за карабинер.
- лопатка (3) – плоска, по-широка част на главата, служи за дълбаене на дупки или стъпки в леда
- темляк (4) – слага се на ръката (може да се нагласи дължината), за да предотврати изпускане на пикела
- ограничител на темляка (5) – много просто приспособление, с единствена цел да предпазва изхлузването на темляка
- дръжка (6) – може да бъде изправена или извита, първите пикели са били изработвани от дърво, но съвременните са от метал, най-често алуминий или титан
- шип (7) – стоманено заострено приспособление на долния край, служи за забиване в снега и осигуряване на равновесие и стабилност при ходене

## Исторически факт
Известният болшевишки революционер Лев Троцки, след няколко неуспешни опита за покушение, е убит през 1940 година в Мексико сити по заповед на Сталин с помощта на пикел.